# Ядвига Силезская
Ядви́га Силезская (нем. Hedwig von Andechs, пол. Jadwiga Śląska, Гедвига Диссен-Меранская; 16 октября 1174, Burg Andechs, Баварский округ — 15 октября 1243, Тшебница, Нижнесилезское воеводство) — представительница Андексской династии католическая святая, покровительница сирот.
День памяти — 16 октября.

## Биография
Дочь графа Бертольда IV Меранского и его второй жены Агнессы Рохлицкой, Ядвига родилась в замке Андекс в герцогстве Бавария. Ее старшая сестра Агнесса вышла замуж за короля Франции Филиппа II Августа, другая сестра Гертруда (убита в 1213 году) стала женой короля Венгрии Андраша II, а младшая сестра Матильда  —  настоятельницей бенедиктинского аббатства Китцинген во Франконии. Братьями Ядвиги были епископ Бамбергский Экберт, граф Андекс-Меранский, и Бертольд, архиепископ Калочи и патриарх Аквилеи. 

### Княгиня Вроцлава
В возрасте двенадцати лет Ядвига вышла замуж за Генриха I Бородатого, сына и наследника вроцлавского князя Болеслава I Долговязого. Когда в 1201 году Генрих I наследовал своему отцу, ему пришлось бороться со своими родственниками-Пястами, и прежде всего с родным дядей Мешко I Плясоногим, захватившим Опольское княжество. В 1206 году Генрих и Владислав III Тонконогий, князь Великопольский, согласились обменять Силезскую Любушскую землю на Калишскую область в Великой Польше, что вызвало яростный протест со стороны племянника Владислава III Владислава Одонича. Когда Генрих отправился в 1227 году на съезд польских князей в Гонзаве, люди померанского князя Святополка по подстрекательству Владислава Одонича напали на него и князя-принцепса Лешека Белого. Лешек был убит, а Генрих тяжело ранен. 
В следующем году союзник Генриха Владислав III Тонконогий сменил Лешека Белого в роли князя-принцепса Польши; однако Владислав был занят решением проблем с племянником в Великой Польше и назначил Генриха Бородатого своим наместником в Кракове, вследствие чего силезский князь вновь был втянут в спор о Сеньориальном уделе. В 1229 году один из претендентов на польский трон, князь Конрад I Мазовецкий, захватил Генриха в плен и поместил его в Плоцкий замок. Ядвига отправилась в Плоцк, умоляла за мужа и смогла добиться его освобождения.
В 1232 году набравший большую популярность Генрих Бородатый занял Краков и стал князем-принцепсом Польши. Таким образом, он стал первым из силезских Пястов, потомков Владислава II Изгнанника, получивших верховную власть в Польше.

### Отношение к церкви
Генрих и Ядвига вели очень благочестивую жизнь, и Ядвига всегда очень серьезно относилась к вопросам веры. В 1202 году по просьбе Ядвиги Генрих I Бородатый основал в Тшебнице цистерцианский монастырь. Она также убедила мужа пожертвовать значительные средства монастырю августинцев в Новогруде-Бобжаньском и Ордену Тамплиеров в Малой Олеснице. Ядвига всегда помогала бедным, вдовам и сиротам, основала несколько больниц для больных и прокаженных и пожертвовала все свое состояние церкви. По легенде, она ходила босиком даже зимой, и когда епископ Вроцлава уговаривал ее надеть туфли, она носила их в руках.

### Вдовство
После смерти Генриха I в 1238 году Ядвига переехала в Тшебницкий монастырь, настоятельницей которого была её дочь Гертруда. Она пригласила переехать в Силезию священнослужителей из Священной Римской империи, а также немецких поселенцев, которые основали многочисленные города и деревни, обрабатывая до этого бесплодные силезские земли. Ей пришлось пережить смерть своего сына Генриха II Набожного, погибшего в битве с монголами при Легнице 9 апреля 1241 года. На месте гибели Генриха II на Легницком поле Ядвига и ее невестка Анна Чешская основали бенедиктинский монастырь. В бывшей церкви, оставшейся от давно закрытого монастыря, сейчас находится музей Битвы при Легнице.
Ядвига умерла 15 октября 1243 года и была похоронена в аббатстве Тшебницы рядом со своим мужем, при этом ее мощи хранятся в аббатстве Андекс и Соборе Святой Ядвиги в Берлине.

## Почитание
Ядвига была канонизирована в 1267 году папой Климентом IV по инициативе ее внука, князя-архиепископа Зальцбургского Владислава. Она является святой покровительницей Силезии, Андекса, архиепархии Вроцлава и епархии Герлица. Ее день памяти отмечается Римской католической церковью 16 октября. Легенда XVII века гласит, что Ядвига, совершавшая паломничество в Рим, остановилась в Бад-Целле в Австрии и принимала целебные воды из источника, который до сих пор носит ее имя.
Когда в 1773 году прусский король Фридрих Великий аннексировал большую часть Силезии в ходе Первой Силезской войны, в Пруссию хлынул поток эмигрантов-католиков из Верхней Силезии. Фридрих приказал построить для них в центре Берлина Собор Святой Ядвиги, который сейчас является главным кафедральным собором Римско-католической архиепархии Берлина.